# Ganitschhof
Dvorec Ganitschhof je nekoč stal v vasi Gajniče, jugovzhodno od Šmarja - Sap. Danes o stavbi ni sledu. Leta 1821 je dvorcu pripadalo 6 hub.
V literaturi se za Ganitschhof pojavljajo različna slovenska imena: Geniše (Valvazor), Gomnišče (Smole), Gajniče (Jakič). 
Leta 1619 je bil v lasti barona Ivana Jakoba Apfaltrerja, nato graščaka na ljubljanskem gradu Pavla Koeniga, lastnika gradu Lisičje Leonarda Merheriča in od konca 17. stoletja do leta 1707 Zofije pl. Schwab. V štiridesetih letih 18. stoletja je Franc Adam Pour prodal dvorec duhovniku Francu Sigismundu Rembu, ki ga je zapustil v dobrodelne namene. Fiskalni kurator Rembove dobrodelne ustanove Janez Friderik Kastelic je s privolitvijo graškega gubernija Gajniče prodal na dražbi 4.11.1790. Kupil ga je baron Jožef Anton Codelli za 2400 goldinarjev.
Po delilni pogodbi, ki so jo 4.7.1797 sklenili dediči barona Jožefa Antona Codellija, je posestvo pripadlo baronu Volfgangu Codelliju, ki ga je 22.4.1798 prodal poštnemu mojstru v Šmarju Janezu Vincencu Paulinu za 2400 goldinarjev. S prisojilno listino z dne 30.8.1821 sta posestvo podedovala poštni mojster v Šmartnem Matevž Barthlme in njegova žena Ana, rojena Paulin; posestvo je bilo tedaj cenjeno na 1867 goldinarjev.
Na dražbi 20.8.1839 je vse imetje Ane Bartlme, ki se je drugič poročila Pfefferer kupil Franc Dolničar za 1000 goldinarjev. Leta 1857 je dvorec pridobila Katarina Čop in imetje s šestimi kmetijami prodala Antonu Padarju in Mihaelu Hočevarju, leta 1897 pa podedovala Helena Padar.